# グラナダ (小惑星)
グラナダ (1159 Granada) は、小惑星帯の小惑星である。カール・ラインムートがハイデルベルクのケーニッヒシュトゥール天文台で発見した。
スペイン南部のグラナダ（またはグラナダ県）に因んで名付けられた。